# Elmshorn
Elmshorn est une ville allemande du land de Schleswig-Holstein, située à 32 km au nord-ouest de Hambourg, au bord de la rivière Krückau (de) rejoignant l'Elbe. Elmshorn est la 6e plus grande ville du Schleswig-Holstein. C'est le lieu de naissance du mathématicien Hermann Weyl.
Elmshorn se compose des quatre quartiers : Kaltenweide, Langelohe/Hainholz, Klostersande/Lieth et Mitte/Flamweg. La rue la plus fréquentée du centre-ville est la Königstraße.

## Situation géographique et géologie
Elmshorn se trouve précisément au 53° 45' 07" N, 09° 39' 04" E, au passage des polders au Geest.

## Histoire
| Appartenances historiques Comté de Holstein-Pinneberg 1290-1640 Duché de Holstein-Glückstadt 1640-1650 Comté de Rantzau 1650-1726 Duché de Holstein-Glückstadt 1726-1773 Duché de Holstein 1773-1866 Royaume de Prusse (Province du Schleswig-Holstein) 1866-1918 République de Weimar 1918-1933 Reich allemand 1933-1945 Allemagne occupée 1945-1949 Allemagne 1949-présent |

Elmshorn est mentionnée pour la première fois en 1141[réf. nécessaire], et le Kirchspiel d'Elmshorn en 1362.

### XVIIesiècle: guerre de Trente Ans et première guerre nordique

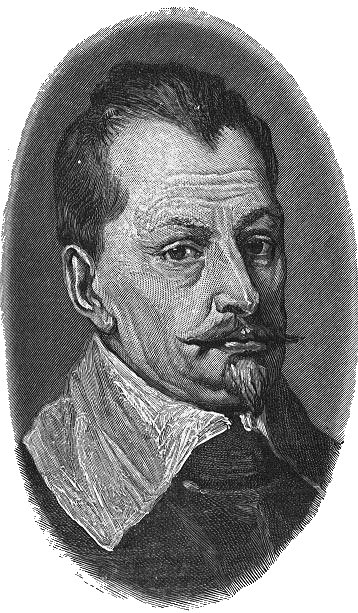
Wallenstein

Au début de la guerre de Trente Ans (1618-1648), les troupes de Wallenstein installèrent leur camp à Elmshorn en 1627 en vue d'attaquer à partir d'Elsmshorn les villes de Glückstadt, Krempe et Breitenburg. L'année suivante, Elmshorn fut frappée par la peste et pillée par les troupes croates impériales qui rôdaient dans la région. En 1643, pendant la guerre suédoise vers la fin de la guerre de Trente Ans, une armée suédoise fit ravage sur la ville. Des troupes impériales ont aussi laissé des traces.

### Les délégués

Composition du Conseil municipal; rouge : SPD ; vert : les écologistes ; noir : CDU ; jaune : FDP

## Politique

### Résultats des élections en 2005 à Elmshorn
(juillet 2016).
Résultats des élections de février 2025 (en pourcentage) :
- CDU/CSU 28,5 %
- AfD 20,8 %
- SPD 16,4 %
- Bündnis 90/Die Grünen 11,6 %
- Die Linke 8,8%
- BSW 4,98 %
- FDP 7,3 %
- SSW 0,15 %
- Autres 1,47 %.

Après décompte officiel, les habitants d'Elmshorn ont voté pour les élections du Parlement (Bundestag) le 23 février 2025 dans les proportions suivantes (2e scrutin) :
- CDU 24 %
- SPD 20,2 %
- AfD 17,7 %
- Bündnis 90/Die Grünen 14,1 %
- Die Linke 10,1 %
- BSW 4,6 %
- FDP 4,3 %
- SSW 2,7 %
- Autres 2,4 %

### Villes jumelées à Elmshorn
- Tarascon (France) depuis 1987
- Wittenberge (Allemagne) depuis 1990
- Stargard (Pologne) depuis 1993
- Raisio (Finlande) depuis 2000[2]

## Personnages célèbres

### Sport
Sportifs célèbres originaire d'Elmshorn :
- Fritz Thiedemann, cavalier participant aux Jeux olympiques de 1952, 1956 et 1960 ; a remporté deux médailles d'or et deux de bronze.
- Kurt Jarasinski, médaillé d'or au saut d'obstacles par équipe aux Jeux olympiques de 1964.
- Herbert Blöcker (a reçu une médaille d'or et une d'argent aux Jeux olympiques de 1992).
- Michael Stich, joueur de tennis (gagnant du Wimbledon 1991, médaille d'or aux Jeux olympiques de 1992).
- Le nageur Heiko Hell, plusieurs fois champion d'Allemagne, 8e aux Jeux olympiques de 2000.

### Autres
- Reinhold Jürgensen (1898-1934), homme politique et résistant communiste au nazisme, assassiné par les SS. Une place à Elmshorn porte son nom, et la ville compte plusieurs plaques commémoratives à sa mémoire[3].
- Siegfried Liebschner, de 1971 à 2001 maître de conférences en théologie pratique au Séminaire théologique de l'assemblée de l'Alliance Évangéliste-Religieux Libres, était entre 1966 et 1971 pasteur de la paroisse Évangéliste-Religieux Libres et le plus âgé des paroissiens.
- Heinz Woehlk, médiéviste.
- Claudia Christina (1966-2005), une animatrice de radio et de télévision et chanteuse allemande, née à Elmshorn.

### Citoyens d'honneur
La ville a nommé plusieurs citoyens d’honneur :
- Fürst Otto von Bismarck (chancelier de Prusse) en 1895.
- Konrad Struve (spécialiste de la région) depuis le 15 septembre 1952.
- Paul Junge (chef militaire) depuis le 9 novembre 1954.
- Hermann Weyl (mathématicien) depuis le 17 novembre 1955.
- Fritz Thiedemann (sportif) depuis le 29 juillet 1956.
- Boje C. Steffen (directeur de théâtre et politique municipal) depuis le 10 avril 1994.